# シック・オブ・イット
「シック・オブ・イット」（Thick of It）はメアリー・J. ブライジのシングル。13thアルバム『ストレングス・オブ・ア・ウーマン』(Strength of a Woman)からの先行・第1弾シングルとして2016年10月にリリースされた。
この楽曲はビルボード全米アダルトR&Bチャート (Billboard Adult R&B Songs) の2016年11月12日から翌2017年2月25日まで連続16週1位を達成し、2010年代のメアリーのシングルとしては最長のロングラン・ヒットとなった（2019年8月時点現在も）。
歌詞的には、当時離婚調停中であった元夫のマーチン・ケンドゥ・アイザックス(Martin "Kendu" Isaacs)に向けた2人の「深みにハマった (Thick of It)」関係を思わせる内容の詞となっている。

## 楽曲構成
楽曲の作詞・作曲は、メアリーのほか、ジャズミン・サリヴァン、DJキャンパー(DJ Camper)ことダリル・キャンパー・ジュニアが行ない、プロデュースもダリル・キャンパー・ジュニアが務めている。ジャズミン・サリヴァンはバック・ボーカルも担当し、部分的なバック・コーラスにはプリンス・チャールズ(本名 Charles Hinshaw, Jr.)なども加わっている。
アレンジはトラップ時代のR&Bバラードとでも形容しうる斬新なサウンド作りとなっているが、その印象的なイントロや間奏の部分にサンプリングされているのはベイ・シティ・ローラーズの1975年のヒット曲「恋をちょっぴり」(Give a Little Love)という意表をつく選曲となっている。

## チャート記録
| チャート(2016-2017)                                                                   | 最高位 |
| ------------------------------------------------------------------------------------- | ------ |
| アメリカ「アダルトR&Bシングルチャート」(Billboard Adult R&B Songs)                    | 1      |
| アメリカ「バブリング・アンダー・ホット100チャート」(Billboard Bubbling Under Hot 100) | 17     |
| アメリカ「ホットR&B/ヒップホップ・シングルチャート」(Billboard Hot R&B/Hip-Hop Songs) | 47     |
| アメリカ「R&B/ヒップホップ・エアプレイチャート」(Billboard Hot R&B/Hip-Hop Airplay)   | 5      |

## 受賞・ノミネート
- 2018年米国作曲家作詞家出版者協会リズム&ソウル賞 (ASCAP Rhythm & Soul Awards)
  - R&B/ヒップホップ楽曲賞 (Award Winning R&B/Hip Hop Songs)受賞

- 第17回BETアワード (BET Awards 2017)
  - BET セントリック賞 (BET Centric Award)ノミネート